# Liste von Persönlichkeiten der Stadt Neusalza-Spremberg
Folgende Persönlichkeiten stehen in Verbindung zur Stadt Neusalza-Spremberg.

## Grund- und Gutsherrschaften des Dorfes Spremberg (seit dem 13. Jahrhundert) und der Stadt Neu-Salza (seit 1670) bis 1945
In Deutschland prägte die Grundherrschaft mit ihrem großen Grundbesitz vom Mittelalter bis in die Mitte des 19. Jahrhunderts entscheidend die ländliche Rechts-, Wirtschafts- und Sozialordnung. Die Grundherrschaft übte zugleich die Gerichtsherrschaft aus und war zumeist auch der Kirchen- und Schulpatron in den Dörfern. Im Verlauf des 15. Jahrhunderts bildete sich als besondere Wirtschaftsform der Grundherrschaft, zumeist in den ostelbischen Gebieten, die Gutsherrschaft heraus. Die abhängigen Bauern waren härterer Ausbeutung ausgesetzt, sie führte bis zur Leibeigenschaft und Erbuntertänigkeit. In der Jahrhundertelangen Entwicklung des Dorfes Spremberg und der ländlich geprägten Kleinstadt Neu-Salza, die auf dessen Fluren entstand, zeigten sich Grund- und Gutsherrschaft letztlich als identisch. Der Grund- bzw. Gutsherr verkörperte in seinem Besitztum (Gutsbezirk) demzufolge auch in vollem Umfang die politische Obrigkeit. Die Vorrechte bzw. Privilegien der Grund- und Gutsherrschaften wurden durch staatliche Reformen im 19. Jahrhundert – so Beseitigung der Leibeigenschaft in der Oberlausitz per Gesetz 1832 – weitgehend eingedämmt und erfuhren durch die bürgerlich-demokratische Revolution von 1848/49 einen weitgehenden Abschluss. Nach Ende des Ersten Weltkrieges (1914–1918) und der Novemberrevolution in Deutschland 1918, die die monarchistischen Verhältnisse beendete, war die Administration der Grund- und Gutsherrschaften auch in Spremberg und Neu-Salza gegenstandslos geworden.

### Grundherrschaften der Dorfgemeinde Spremberg vom 13. Jahrhundert bis zur Gründung der Stadt Neu-Salza (1670)
Angegeben sind die Zeit, die Grund-/Gutsherrschaft sowie Erläuterungen.
- Hertwicus de Sprewemberch († um 1250): Der wahrscheinliche Lokator bzw. Siedlungsmeister, zugleich erster Grundherr und Dorfoberhaupt des vor 1242 angelegten Waldhufendorfes Spremberg. Bürge des böhmischen Königs Wenzel I. (1230–1253)

Danach ist bis zum Jahre 1392 – eine Zeitspanne von 150 Jahren – kein weiterer Spremberger Grundherr nachweisbar.
- 1272 Spremberg galt als Zinsdorf der Bischöfe von Meißen und bildete eine weit vom Stiftsgebiet abgelegene Enklave des Bistums, stand aber unter der Obergerichtsbarkeit der Markgrafen Johann und Otto von Brandenburg als neue Landesherren der Oberlausitz (1253–1319)
- 1319 Das Land Bautzen und damit auch Spremberg kamen zum Königreich Böhmen zurück, und die Lehensbriefe für die Grundherrschaften, so auch Sprembergs, wurden erneut von den böhmischen Königen ausgestellt. Rivalitätskämpfe zwischen den böhmischen Königen und den Bischöfen von Meißen durchzogen die Zeit vom 13. bis 15. Jahrhundert
- 1347 Karl IV., König von Böhmen, seit 1355 Kaiser des HRR, durchzog auf seiner Reise zur Erbhuldigung der Lausitzer Stände in Bautzen, der Hauptstadt des böhmischen Nebenlandes Oberlausitz, auch das königlich-böhmische Vasallendorf Spremberg an der oberen Spree, wo ihm die weltliche und geistliche Dorfobrigkeit huldigte
- 1392 Gebrüder Hans und Heinrich von Raussendorf (Sen.) sowie Bernhard von Döbschütz (Döbschicz): Die Landadligen wurden als böhmische Lehensleute Besitzer des Dorfes Spremberg. König Wenzel IV. Landesherr
- 1408 – um 1429 Heinrich von Raussendorf Jun.: Als böhmischer Ritter wurde er alleiniger Besitzer von Spremberg. Bestätigung durch König Wenzel IV. als Landesherrn am 30. August 1408 in Zittau
- 1430 Siegmund von Raussendorf: Er war ebenfalls böhmischer Lehensmann und alleiniger Grundherr von Spremberg sowie Bruder des ersten urkundlich überlieferten Pfarrers von Spremberg Friedrich von Raussendorf. Landesherr: König und Kaiser Sigismund (1410–1437)
- 1479 bis 1490: Die Oberlausitz, darunter die bischöflich-meißnischen Zinsdörfer Spremberg und Friedersdorf, untersteht der Herrschaft des Ungarnkönigs Matthias I. Corvinus. Ungarische Belehnungen für Spremberger Grundherrschaften sind jedoch nicht nachweisbar.
- 1488 Da seit diesem Jahr die Bischöfe von Meißen die Lehensbriefe für die Spremberger Grundherren ausstellten und nicht die Könige von Böhmen, muss seinerzeit eine völlig neue politische Situation zugunsten des Bistums Meißen entstanden sein. Spremberg war nämlich aus dem Gebiet der böhmischen Oberlausitz ausgeschieden und staatsrechtlich dem Bistum Meißen angegliedert worden. Die Ursachen lagen sicherlich in den langjährigen militärischen Auseinandersetzungen zwischen den Königen von Ungarn und Böhmen.
- 1488 Gebrüder Hans und Nickel von Raussendorf: Ihre Belehnung nahm nunmehr der Bischof zu Meißen Johann VI. von Saalhausen am 5. November 1488 in Stolpen vor. Beide Brüder repräsentierten die Grundherrschaft von Spremberg gemeinsam
- 1495 Seit diesem Jahr waren zwei Rittersitze, Ober- und Nieder-Spremberg, im Dorf vorhanden. Spremberg unterstand wie weitere 68 Dörfer dem bischöflich-meißnischen Amt Stolpen, das wiederum von einem bischöflichen Hauptmann verwaltet wurde
- 1515 Nickel von Raussendorf und die Söhne des verstorbenen Hans von Raussendorf, Hans, Caspar, Christoph, Georg und Friedrich: Ihre Belehnung mit Spremberg erfolgte durch Bischof Johann VI. am 4. Juni 1515. Zwischen 1528 und 1551 verstarben Hans, Caspar und Georg von Raussendorf, so dass Christoph und Friedrich von Raussendorf alleinige Besitzer des Dorfes Spremberg blieben
- 1559 Nach der Carlowitzer Fehde gelangten das bischöflich-meißnische Amt Stolpen und damit auch Spremberg zum Kurfürstentum Sachsen, wobei aber Spremberg als „amtssässiges Dorf“ bei der „wendischen Pflege“ dieses Amtes in Kursachsen verblieb. Die Belehnungen der jeweiligen Grundherren erfolgten nun durch die sächsischen Kurfürsten
- 1560 Christoph und Friedrich von Raussendorf: Ihre Belehnung mit Spremberg nahm Kurfürst August (1553–1586) als neuer Landesherr am 8. Februar 1560 vor. Im gleichen Jahr übergab Christoph von Raussendorf sein Spremberger Gut an seine Söhne Hennigke, Bastian und Hans von Raussendorf.
- 1560–1563 Hennigke, Bastian und Hans von Raussendorf: Grundherren von Spremberg. Die Adelsfamilie von Raussendorf war in der Zeit von 1392 bis 1563 der alleinige Besitzer des Dorfes Spremberg
- 1563 Hans von Biela (Byla): Er kaufte das Spremberger Gut von Hennigke v. Raussendorf; der Kauf fand aber keine kurfürstliche Bestätigung. Es entstanden unklare Besitzverhältnisse in Spremberg. Denn seit diesem Zeitpunkt sind urkundlich Mitglieder einer weiteren Adelsfamilie, die von Rodewitz, in Spremberg nachweisbar, so Christoph und Heinrich von Rodewitz
- 1564 Heinrich von Rodewitz: Nach dem Tode Friedrichs von Raussendorf (1564) erbte sein Sohn Hans v. Raussendorf das väterliche Spremberger Gut, aber auch Heinrich von Rodewitz erhielt einen kurfürstlichen Lehensbrief für „halb Spremberg“
- 1586 Peter von Rodewitz: Nach dem Tode Heinrichs v. Rodewitz (1578) trat sein Sohn Peter v. Rodewitz das Erbe von „halb Spremberg“ an und erhielt die Bestätigung des neuen Kurfürsten Christian I. (1586–1591). Zugleich belehnte er auch Hans und Hennigke von Raussendorf mit ihrem Spremberger Besitztum neu. Dadurch entstanden zwischen beiden adligen Spremberger Grundherrschaften Besitzstreitigkeiten, die jedoch 1588 vertraglich beendet wurden. Seit diesem Zeitpunkt walteten in Spremberg zwei Grundherrschaften
- 1592 Abraham, Christoph, Siegmund und Friedrich v. Raussendorf: Nach dem Tode ihres Vaters Hennigke v. Raussendorf erhielten sie von Kurfürst Christian II. (1591–1611) am 12. Dezember 1592 die Belehnung für Spremberg
- 1596 Esther von Uechtritz: Hans von Raussendorf, der Besitzer Nieder-Sprembergs, verstarb 1596 ohne Nachkommen. Deshalb erhielt seine Gattin Esther das Gut. Sie übergab es jedoch alsbald an ihren Neffen Abraham v. Raussendorf, Hennigkes Sohn, als Ausgedinge („Altenteil“)
- 1597 Abraham von Raussendorf: Er schien nur kurze Zeit der Besitzer des Rittergutes Nieder-Spremberg gewesen zu sein, da er und seine Tante Esther während dieser Zeit verstarben
- 1597 Gebrüder Christoph, Hans, Siegismund und Friedrich von Raussendorf: Unter Vormundschaft von Hans v. Biela Senior, Befehlshaber der königlichen Garde zu Prag, Onkel der Gebrüder, wurden sie am 16. August 1597 von Kurfürst Christian II. mit Spremberg belehnt
- 1599 Alexander von Ragenitz: Der kurfürstliche Oberküchenmeister erwarb Spremberg durch Kauf von Hans von Biela, dem Vormund der Raussendorf-Söhne, der verschuldet war. Alexander v. Ragnitz besaß Spremberg nur wenige Jahre
- 1605 Peter von Rodewitz und Christoph von Raussendorf: Grundherren und Gutsbesitzer zu Ober- und Nieder -Spremberg
- 1608 Adam von Rodewitz: Der Sohn des im Weichbild (Gerichtsbezirk) Bautzen ermordeten Peter v. Rodewitz erhielt nun die kurfürstliche Belehnung für Spremberg. Nach einem Vergleich mit denen von Raussendorf gab er das Gut Nieder-Spremberg wieder an Christoph v. Raussendorf zurück und behielt nur das Rittergut Ober-Spremberg
- 1617 Hans von Raussendorf: Der Sohn Abrahams v. Raussendorf bekam Spremberg nach Antragstellung vom 3. Januar 1617 als Lehen von Kurfürst Johann Georg I. (1611–1656)
- 1618–1648 Dreißigjähriger Krieg
- 1619 Anna Magdalena von Gersdorf: Hans von Raussendorf verschrieb seiner Gattin am 29. Januar d. J. „sein halbes Gut Spremberg“, so dass sie bis zum Tode ihres Mannes (1632) Gutsbesitzerin von Nieder-Spremberg wurde
- 1632 Siegismund von Raussendorf: Da Hans v. Raussendorf 1632 verstarb, erhielt der Sohn das Gut Nieder-Spremberg als kurfürstliches Lehen
- 1639/40 Jakob Gulisch: Der ehemalige Hauptmann des böhmischen Adligen Wilhelm Graf Kinsky (1574–1634) bekam das Gut Ober-Spremberg nach Verfügung Johann Georgs I. als Pfandbesitz, da Adam v. Rodewitz seine Zahlungsverpflichtungen nicht erfüllte
- 1650 Johann Ludwig von Rodewitz: Der Sohn des verstorbenen Adam v. Rodewitz übernahm das verpfändete Ober-Spremberg
- 1651 Gotthardt von Bündemann: Johann Ludwig v. Rodewitz tauschte mit ihm das Rittergut gegen dessen Lehngut Ebersdorf bei Friedland, heute Tschechien. Das Rittergut Ober-Spremberg brannte jedoch in der folgenden Zeit ab, und der Grundherr verstarb als verarmter böhmischer Exulant 1658
- 1652 Wolf Ullrich von Raussendorf: Der Schwiegersohn und Neffe des Siegismund von Raussendorf erwarb das Gut Nieder-Spremberg durch Ankauf, auf das er schon seit 1631 lehensberechtigt war
- 1660 Hans Adolph von Haugwitz: Er wurde durch Kauf am 1. Mai 1660 neuer Besitzer von Nieder-Spremberg, nachdem Wolf Ullrich von Raussendorf mit dem Sohn von Hans v. Raussendorf, Hans Heinrich v. Raussendorf, einen Vergleich erzielte
- 1666 Siegfried von Metzradt: Der kurfürstlich-sächsische Kammerrat und Hauptmann der Herrschaft Hoyerswerda gelangte durch Ankauf von den Erben des Gotthardt von Bündemann in den Besitz Ober-Sprembergs
- 1666 Friedrich Adolf von Haugwitz und Hans Adolf von Haugwitz: Nach dem Tode ihres Vaters, des einflussreichen Adligen Hans Adolph v. Haugwitz – Landeshauptmann der Oberlausitz und Administrator der Herrschaft Hoyerswerda – traten sie dessen Erbe Nieder-Spremberg an. Zugleich gelangte Hans Adolf v. Haugwitz in den Besitz von Ober-Spremberg, so dass beide Güter und das Dorf für kurze Zeit in einer Hand verblieben
- 1668 Christoph Friedrich von Salza († 31. März 1673), als Rat des sächsischen Kurfürsten Johann Georg II. und Landesältester des Görlitzer Kreises kaufte er am 4. Dezember 1668 Hans Adolf von Haugwitz Ober- und Nieder-Spremberg samt Untertanen ab. Auf den Fluren von Nieder-Spremberg gründete der einflussreiche Adlige und kurfürstliche Lehensmann 1670 die Exulantenstadt Neu-Salza.

Anmerkung: Mit dem am 17. September 2013 durch einen Unfall verstorbenen modernen und kinderlos gebliebenen Adligen, Dr. Hermann Freiherr von Salza und Lichtenau (1978–2013), Ehrenritter des Johanniterordens, promovierter Jurist und Landwirtschaftsexperte, Gutsbesitzer von Drehsa bei Weißenberg seit 2007, erlosch vermutlich dieser seit 1298 nachweisliche Zweig der Oberlausitzer Adelsfamilie von Salza und Lichtenau, dessen Vorfahren einst die Exulantenstadt Neu-Salza gründeten, siehe auch Salza (Adelsgeschlecht).

### Grundherrschaften der Stadt Neu-Salza von 1670 bis 1920
Die Grundherrschaften, seit dem 16. Jahrhundert Gutsherrschaften, von Spremberg sind nun mit denen von Neu-Salza zumeist identisch.
- 1670–1673 Christoph Friedrich von Salza: Er wurde der Gründer und erster Grund- sowie Gerichtsherr der Stadt Neu-Salza, die als planmäßige Anlage inmitten dörflicher Spremberger Flur als „Stadt im Dorf“ entstand
- 1673–1678 Hiob Friedrich von Salza: Nach dem Tode Friedrichs v. Salza (1673) erbte sein unmündiger Sohn Hiob Spremberg und Neu-Salza samt Untertanen. Wegen Zahlungsschwierigkeiten verkaufte der Vormund Hiobs, seine Mutter Anna Catherina von Salza, Ober-Spremberg 1675 an Friedrich Adolf von Haugwitz, so dass das Rittergut Ober-Spremberg an die Vorbesitzer zurückkam
- 1678–1682 Anna Catherina v. Salza: Die Witwe des Stadtgründers Anna Catharina von Salza gelangte nach dem Tode Hiobs (1678) in den Besitz Neu-Salzas und des Gutes Nieder-Spremberg. Bis 1680 veräußerte sie wegen finanziellen Schwierigkeiten ihr Resteigentum in Nieder-Spremberg, so zuletzt den Kretscham mit Braugerechtigkeit an die benachbarte Gutsherrschaft von Haugwitz in Ober-Spremberg, so dass ihr nur die Kleinstadt Neu-Salza verblieb
- 1682–1698 Lucretia Hedwig von Salza: Nach dem Tode ihrer Mutter Anna Catherina von Salza (1682) gelangte sie als erbberechtigte Tochter in den alleinigen Besitz der Stadt Neu-Salza. Am 17. Dezember 1698 verkaufte sie jedoch Neu-Salza an Ludwig Gebhardt Freiherr von Hoym, der bereits am 25. April 1680 das gesamte Dorf Spremberg von Friedrich August v. Haugwitz erworben hatte.
- 1680–1711 Ludwig Gebhard von Hoym: Der kurfürstliche Kammer- und Bergratsdirektor setzte als neuer Besitzer Sprembergs und später der Stadt Neu-Salza beim Kurfürsten die „Canzlei-Schriftsässigkeit“ durch. Das bedeutete juristisch die bevorrechtigte unmittelbare Unterstellung einer Person oder einer Sache unter die obere landesherrliche Behörde. Infolgedessen unterstanden Spremberg und Neu-Salza nun nicht mehr dem Amt Stolpen, sondern unmittelbar der Landesregierung in Dresden
- 1711–1736 Carl Heinrich Graf von Hoym: Nach dem Tod Ludwig Gebhards Freiherr von Hoym (1711) übernahm Carl Heinrich als jüngster Sohn testamentarisch die Besitzungen Spremberg und Neu-Salza. Wegen Veruntreuungen in seinem Amt als Steuer-Präsident wurde der ehemalige Geheime Kabinettsminister Augusts des Starken auf der Festung Königstein inhaftiert, wo er sich in seinem Verlies erhängte. Die Landesregierung konfiszierte die Hoymschen Güter für fünf Jahre und verwaltete sie vom Dresdner Hof aus
- 1741–1768 Karl Gotthelf Graf von Hoym (* 1715): In Gemeinschaft mit seinen Vettern Julius Gebhard von Hoym (1721–1769) und Gotthelf Adolph von Hoym: Grundherren zu Spremberg und Neu-Salza, wobei Karl Gotthelf von Hoym bereits 1748 verstarb
- 1768–1791 Peter August von Schönberg: Der kurfürstlich-sächsische Hausmarschall erwarb Spremberg und Neu-Salza von der gräflichen Hoymschen Familie durch Kauf.
- 1791–1822 Auguste Charlotte von Schönberg: Die Tochter von Peter August v. Schönberg übernahm nach ihrer Heirat mit Graf August von Lynar (1796) Spremberg und Neu-Salza als Erbe. Durch ihre zweite Vermählung mit dem holsteinischen Grafen Ferdinand Hans Ludolf von Kielmannsegge (1802) wurde sie als „Gräfin Kielmannsegge“ und ihre übersteigerte Verehrung für Napoleon bei den Zeitgenossen bekannt
- 1822–1858 Ferdinand von Reiboldt: Der Königliche-sächsische geheime Finanzrat – Sachsen war 1806 auf Betreiben Napoleons vom Kurfürstentum zum Königreich erhoben worden – erwarb Spremberg und Neu-Salza 1822 durch Kauf von Auguste Charlotte v. Schönberg. Während seiner Administration entfiel mit der Einführung der allgemeinen Städteordnung vom 7. Februar 1833 das Vorrecht der Grundherrschaft, den Bürgermeister der Stadt Neu-Salza zu bestimmen. Während seiner Zeit ging auch die Patrimonialgerichtsbarkeit (Gutsgerichtsbarkeit) von Spremberg per Vertrag am 4. November 1840 an den Staat, nunmehr an das Königreich Sachsen, über.
- 1858–1872 Traugott Gustav von Mangoldt: Der Geheime Regierungsrat und Schwiegersohn von Ferdinand v. Reiboldt trat nach dessen Tode (1858) das Erbe Spremberg und Neu-Salza an. Es verblieb ihm nur die Kollaturherrschaft über die beiden Kirchen, die später auch entfiel

### Neusalza-Spremberger Gutsherrschaften von 1920 bis 1945
- 1872–1926 Friedrich Hans von Criegern: Der Hauptmann a. D. kaufte das Gut Spremberg 1872 von Gustav Traugott v. Mangoldt. Mit ihm kam wieder ein bodenständiger Gutsherr nach Spremberg, der das seit 200 Jahren verpachtete Gut übernahm
- 1926–1945 Marie-Luise und Erika von Criegern: Nach dem Tode von Hans v. Criegern (1926) gelangte das Erbe an die beiden unverheirateten Töchter. Sie waren die letzten Vertreter einer Grund- bzw. Gutsherrschaft von Neusalza-Spremberg. Der umfangreiche Grundbesitz des Rittergutes Spremberg (226 ha) wurde im Rahmen der Bodenreform in der Sowjetischen Besatzungszone (SBZ) 1945/46 enteignet und an Neubauern aufgeteilt.

Von den lokalen Grund- und Gutsherrschaften wohnten die wenigsten vor Ort. Das ehemalige Rittergut und Wohndomizil der Herrschaften im Oberdorf von Neusalza-Spremberg erinnert als heutige Kindertagesstätte noch daran.

## Bürgermeister
Seit der Stadtgründung 1670 bis heute sind 29 für das Amt des Bürgermeisters vorgesehene Personen nachweisbar. Davon traten zwei das Amt nicht an, eine legte das Amt nieder und drei wurden des Amtes enthoben. Von den übrigen 23, darunter eine Frau, wirkten als Bürgermeister am längsten: Zacharias Neitzsch mit 36 Jahren (1715–1751), Carl Gottlob Hohlfeld mit 33 Jahren (1751–1784) und August Adolph Tuchatsch mit 29 Jahren (1856–1885).
Angegeben sind der Name, die Amtszeit und weitere Bemerkungen.

### Stadt Neu-Salza (seit 1670) bzw. der Stadt Neusalza-Spremberg (seit 1920)
- Johann Caspar Fiedler († 1676), erster Bürgermeister der Exulantenstadt (Amtszeit 1670–1676), Wirtschaftsverwalter des Rittergutsbesitzers von Ober- und Nieder-Spremberg und Stadtgründers von Neu-Salza, Christoph Friedrich von Salza.
- Christoph Tschirner (1676–1685), herrschaftlicher Schreiber
- Christian Fiedler (1685–1691), Pachtmüller in Spremberg
- Johann Moritz Herrmann (1691–1700), Ratsmitglied, Tuchmacher
- Christoph Rößner (1700–1714), Oberältester der Schuhmacher-Innung
- Zacharias Neitzsch bzw. Ritzsche (1715–1751), General-Steuereinnehmer. Bürgermeister mit der längsten Dienstzeit (36 Jahre), während seiner Amtszeit erfolgte der Bau des Rathauses mit Ratskeller des Städtchens 1719
- Carl Gottlob Hohlfeld († 26. Juni 1784), Stadtrichter, später Bürgermeister (Amtszeit 1751–1784), zweitlängste Dienstzeit (33 Jahre), Ortschronist. Verfasser der nach ihm benannten Hohlfeld-Chronik (1768)
- Zacharias Ahme (1784–1795)
- Johann Gottfried Kleinhempel (1795–1807), Zoll-Einnehmer
- Johann Hättasch (1807–1833), General-Steuereinnehmer, setzte während seiner Amtszeit 1817 die Anlage des neuen Friedhofs der Stadt auf dem Lindenberg durch

Mit Einführung der allgemeinen Städteordnung am 7. Februar 1833 wählten die von der Bürgerschaft frei gewählten Stadtverordneten zugleich aus ihrem Kreis den Bürgermeister.
- Friedrich Wilhelm Wex (1833–1850), Konditor, Amtsenthebung
- Johann Gottfried Otto (1850), Tuchhändler, trat Amt nicht an
- Eduard Adolph Seele (1850), Apotheker, keine Amtsbestätigung
- August Neumeister (1850–1854), Postverwalter, Amtsenthebung
- Julius Seubich (1854–1856), Advokat, Amtsniederlegung
- August Adolph Tuchatsch (* 4. Mai 1822, † 26. August 1890) Ratsmitglied, Schnittwarenhändler. Drittlängste Amtszeit (29 Jahre, von 1856 bis 1885). Verheiratet mit Luise Tuchatsch geb. Wünsche (8. Juli 1827 – 16. Juni 1899). Verfasser und Herausgeber der nach ihm benannten „Tuchatsch-Chronik“ (1870/72). Vorsitzender des Komitees für Errichtung einer Eisenbahn für die südliche Oberlausitz von 1857 bis 1885, auf dessen Wirken die Süd-Lausitzer Bahn entstand und damit auch die Kommunen Neusalza und Spremberg mit dem Bahnhof Neusalza-Spremberg an die am 1. Mai 1875 eröffnete Eisenbahnteilstrecke Sohland/Spree – Ebersbach/Sa. angeschlossen wurden
- Karl August Scheffler (1886–1910), Stadtverordneter, Lederhändler. Näheres siehe unter der Rubrik Ehrenbürger
- Theodor Körner (1910–1922), der „Vereinigungs-Bürgermeister“ von Neusalza und Spremberg 1920
- Oskar Steinbach (1922–1923), der „Inflations-Bürgermeister“. Das eigens für die Stadt gedruckte Notgeld 1923 hieß volkstümlich „Steinbach-Rubel“
- Arno Richter (1924–1930), wegen Unterschlagung kommunaler Finanzen erfolgte Amtsenthebung. Während seiner Amtsführung erfolgte als sichtbares Zeichen der Vereinigung der Kommunen Neusalza und Spremberg zur Stadt Neusalza-Spremberg der Bau der großen Zentralschule „Johann Heinrich Pestalozzi“, seinerzeit der modernsten Volksschule im Kreis Löbau, in den Jahren 1927/28.
- Martin Richter (1930–1945), keine Verwandtschaft zum Vorgänger

### In der Sowjetischen Besatzungszone und zu DDR-Zeiten
- Kurt Wünsche (1946–1956), erster (kommissarischer) Bürgermeister nach Kriegsende
- Ursula Naumann (1956–1960), bisher einzige Bürgermeisterin der Stadt
- Werner Meltke (1960–1962), danach 2. Vorsitzender des Rates des Kreises Löbau
- Siegfried Rudolph (1962–1983), dienstältester Bürgermeister zu DDR-Zeiten (21 Jahre)
- Siegfried Pischel (1983–1989), (* 25. August 1940), Textil-Ingenieur beim VEB Lautex Neusalza-Spremberg
- Günter Hensel (1989–1990), (* 29. September 1950), letzter DDR-Bürgermeister der Stadt

### Nach der deutschen Wiedervereinigung
- Günter Paulik (1990–2008), (* 2. Mai 1943), erster Bürgermeister nach der deutschen Wiedervereinigung, Ehrenbürger der Stadt seit Mai 2013, siehe näheres bei Rubrik: Ehrenbürger; Wahlen: 1994, 2001
- Matthias Lehmann (seit 2008), (* 12. Dezember 1967), Prokurist bei Fa. Jokey in Sohland an der Spree; Wahlen: 2008, 2015, 2022

## Gemeindevorstände bzw. -vorsteher der Dorfgemeinde Spremberg/OL von 1839 bis zu ihrer Vereinigung mit der Stadt Neu-Salza im Jahre 1920
Nach der sächsischen Landgemeindeordnung vom Jahre 1838 wurde als oberste Instanz einer Dorfgemeinde ein gewählter Gemeinderat eingeführt, an dessen Spitze – analog dem Bürgermeister einer Stadt – der Gemeindevorstand bzw. -vorsteher fungierte.
Am 4. Mai 1839 fand im Kretscham Spremberg eine Gemeindeversammlung statt, in der ein Beschluss über die Zusammensetzung des Gemeinderates gefasst wurde. Daraufhin wurde am 19. Juni 1839 die erste Wahl abgehalten.
Angegeben sind der Name, die Amtszeit und weitere Bemerkungen.
- Carl Traugott Wünsche (1839–1845), Mühlenbesitzer
- Traugott Leberecht Zische (1845–1848), Leinwand-Negoziant (Kaufmann)
- Gottlob Wendler (1848–1863), Gutsbesitzer
- Gottlieb Freund (1863–1866), Gutsbesitzer
- Gottlieb Brettschneider (1866–1899), Gärtner. Längste Amtszeit als Spremberger Gemeindevorstand (33 Jahre)
- Karl Wünsche (1899–1901), Gutsbesitzer
- Traugott Fiedler (1901–1911)
- Gustav Grunewald (1912–1914)
- Bruno Seidel (1915–1918), unter ihm Einführung eines neuen Ortssiegels (Petschaft) der Gemeinde im Jahre 1917
- Richard Neudel (1919–1920), wirkte maßgeblich am Vereinigungsprozess von Spremberg und Neusalza mit

Nach der Vereinigung der Stadt Neu-Salza mit der Dorfgemeinde Spremberg zur Stadt Neusalza-Spremberg am 15. Februar 1920, entfielen Gemeinderat und -vorstand von Spremberg.

## Pfarrer von Neusalza und Spremberg
Seit der Reformation in Spremberg (1555) bis zur Vereinigung mit der Kirchgemeinde Neusalza 1937 sind 24 Pfarrer nachweisbar, hinzu kommen die 12 Amtsträger von 1937 bis heute (2016), darunter zwei Frauen, also 36. Zählt man die 17 Neusalzaer Pfarrer in der Zeit von 1673 bis 1937 hinzu, ergibt es 53 geistliche Amtsinhaber, wobei die Geistlichen aus vorreformatorischer (katholischer) Zeit mangels unsicherer Quellenlage unvollständig sind, so dass nur sieben erscheinen. Somit sind in der Lokal- und Kirchengeschichte Neusalza-Sprembergs 60 geistliche Amtsinhaber beider Konfessionen namentlich nachweisbar. Die Magister Karl David Schuchardt und Christian Wilhelm Jänichen wirkten mit je 34 Dienstjahren von 1747–1781 bzw. 1809–1843 am längsten, danach folgten Franz Ferdinand Rietzsch mit 31 Jahren (1904–1935) und Philipp Stumpf mit 30 Jahren (1668–1698).
Für die Kirchgemeinde der Kleinstadt Neusalza sind wie angemerkt insgesamt 17 Pfarrer nachweisbar. Am längsten amtierte Johann Kleych, der Initiator des Turmbaus, mit 46 Dienstjahren (1752–1798), danach folgten Paul Friedrich Grunewald mit 39 Jahren (1876–1915) und Magister Wenzeslaus Niederwerffer mit 31 Jahren (1701–1732).
Es folgt die Liste der Pfarrer der Kirchgemeinden Dorf Spremberg (15. Jahrhundert) und der Stadt Neu-Salza (seit 1670), später Stadt Neusalza-Spremberg (seit 1920).
Angegeben sind der Name, die Amtszeit und weitere Bemerkungen.

### Pfarrer Sprembergs in katholischer Zeit
- Friedrich von Raussendorf (* um 1380; † um 1430), nachweislich erster katholischer Pfarrer von Spremberg (um 1425 – um 1430), Angehöriger des schlesisch-oberlausitzer Adelsgeschlechts von Raussendorff, das Gegner der Hussiten war und mit böhmischen Raubrittern paktierte. Amtszeit um 1420 – um 1430
- Melchior Herz (um 1489)
- Johann Unger (um 1520), zuvor Informator (Hauslehrer) bei Kaiser Karl V. (1500–1558)
- David (um 1535), zuvor Informator bei Hennig(ke) von Raussendorf, Kirchenpatron zu Spremberg
- Wolfgang Steinkirchner (um 1540)
- Stephan Buff (um 1545)
- Jacob Mörbitz (um 1550), aus Schluckenau/Nordböhmen

### Pfarrer Sprembergs nach der Reformation (bis 1937)
Das Kirchspiel wurde erst am 1. Mai 1555 evangelisch.
- David Styrius (um 1500 – 1559), evangelischer Theologe und Ordinarius (bischöflicher Verwalter), aus Wittenberg, nach der Reformation erster evangelischer Pfarrer in Spremberg, Amtszeit 1555–1559
- Andreas Bergnerus (1559–1561), ev.-luth. Theologe und Magister, aus Neustadt in Sachsen
- Caspar Neander (Neumann) (1561–1568), aus Zittau
- Jacob Merwitz (1568), aus Dresden, 1570 erster ev. Pfarrer von Ebersbach/Sa.
- Philipp Stumpf (1568–1598), aus Magdeburg, drittlängste Amtszeit (30 Jahre)
- Matthäus Voigt (1599–1617), aus Meißen
- Balthasar Steinkirchner Sen. (1618–1628), aus Schirgiswalde
- Johann Schwach (1628–1633), aus Großpostwitz
- Balthasar Steinkirchner Jun. (1633–1650), aus Schirgiswalde
- Andreas Meyer (1650–1679), aus Glauchau
- Christoph Schultze (1680–1685), Magister, zuvor Pastor in Steinigtwolmsdorf/OL
- Zacharias Steinel (2. März 1657 – 6. September 1710), aus Schneeberg/Erzgebirge, Amtszeit 1685–1710, Förderer des Protestantismus in der benachbarten böhmisch-katholischen Gemeinde Fugau 1696.
- Gottlob Praetorius (1711–1716), aus Neustadt in Sachsen
- Israel Traugott Garmann (1684–1746), ev. Theologe und Magister, aus Chemnitz, Amtszeit: 1716 bis 1746
- Karl David Schuchardt (4. April 1717 – 23. Dezember 1781), aus Linda/Oberlausitz, ev. Theologe und Magister, Amtszeit: 1747 bis 1781. Aufgrund seines enormen Wissens, nannte man ihn seinerzeit anerkennend „der Weltweisheit Magister“. Längste Amtszeit (34 Jahre)
- Johann Konrad Tietze (1782–1809), aus Löbau
- Christian Wilhelm Jänichen (1809–1843), Pfarrer und Magister, aus Bischofswerda, längste Amtszeit (34 Jahre)
- Eduard Herrmann Volkmar Ficker (1843–1861), geb. in Wilsdruff westlich von Dresden, Pfarrer und Magister, aus Briesnitz, heute Stadtteil von Dresden, von 1830 bis 1843 Pfarrer der Stadt Neusalza
- Karl Christian Thieme (1862–1873), zuvor Pfarrer in Neusalza (1859–1862)
- Karl Heinrich Ullrich (1873–1880), aus  Kemnitz/Oberlausitz
- Paul Johannes Casper (1880–1887), aus Neukirch/Lausitz
- Hugo Weigel (1888–1904), aus Eibenstock/Westerzgebirge, während seiner Amtszeit erfolgte der Neu- und Umbau der großen Dorfkirche Spremberg in den Jahren 1901/02
- Franz Ferdinand Rietzsch (1904–1935), aus Dresden, zweitlängste Amtszeit (31 Jahre)
- Franz Rietzsch (1935–1938), Sohn von Franz Ferdinand Rietzsch, Missionar in Afrika

Obwohl die politische Vereinigung beider Kommunen im Jahre 1920 stattfand, erfolgte der kirchliche Zusammenschluss erst im Jahre 1937, so dass seit diesem Zeitpunkt der Kirchgemeinde der Stadt Neusalza-Spremberg ein Pfarrer vorstand.

### Pfarrer der Stadt Neu-Salza von 1670 bis 1937
Bis um 1800 fanden Predigten in böhmischer (tschechischer) Sprache statt.
- Stephan Pilarick Sen. (1615–1693), ungarischer Theologe und Philosoph, Exulant, erster Pfarrer der neugegründeten Stadt, der der grenzüberschreitenden Kirchgemeinde von 1674 bis 1693 vorstand und in drei Sprachen predigte. Während seiner Amtszeit erfolgte der Bau der Kirche „Zur Heiligen Dreifaltigkeit“ in den Jahren 1675 bis 1678.
- Stephan Pilarick Jun. (um 1640 – um 1710), Sohn von St. Pilarick Sen., zeitw. Prediger von Neu-Salza (1693/94), später Pastor in Röhrsdorf bei Pirna
- Nikolaus Künzel (1694–1700), aus Gebhardsdorf bei Lauban, heute polnisch Giebułtów
- Wenzeslaus Niederwerffer (* 1667 † 22. November 1732), Theologe, Magister und Ortschronist, der die Kirchgemeinde von 1701 bis 1732 leitete, Sohn böhmischer Eltern, drittlängste Amtszeit (31 Jahre)
- Christoph Gottlob Richter (1733–1751), aus Gebhardsdorf bei Lauban
- (1751–1752) Vakanz (unbesetzte Pfarrstelle)
- Johann Kleych (* 14. November 1723; † 17. April 1801), aus Zittau, Pfarrer mit der längsten Amtszeit von 1752 bis 1798 (46 Jahre), Initiator des massiven Turmbaues der Neusalzaer Exulantenkirche von 1768 bis 1770.
- Johann August Knaut (1798–1800), vertretungsweise, letzter Prediger in böhmischer Sprache
- Johann Gottfried Müller (* 28. November 1763; † 12. März 1830), aus Pulsnitz, erster (nur) deutscher Prediger der grenzüberschreitenden Kirchgemeinde von 1801 bis 1830. Sein imposantes Grabmal befindet sich noch heute auf dem Bergfriedhof Lindenberg (Neusalza-Spremberg). Die Inschrift ist stark verwittert und schwer lesbar.
- Eduard Herrmann Volkmar Ficker (* 1801 † 1861), geb. in Wilsdruff, Theologe und Magister, aus Briesnitz, heute Stadtteil von Dresden, neunter Pfarrer der Stadt Neusalza, der die Kirchgemeinde von 1830 bis 1843 führte.
- Adolph Köhler (1844–1847), aus Mahlis bei Oschatz
- Gottlieb Temper (1847–1852), aus Werdau
- Friedrich Eduard Stange (1853–1857), aus Weißig, zuvor Vikar der Hofkirche zu Dresden
- Karl Christian Thieme (1857–1862), aus Dresden
- August Richard Haan (1862–1864), aus Dörschnitz bei Lommatzsch
- Ernst Theodor Flössel (1864–1876), aus Zittau
- Paul Friedrich Grunewald (1876–1915), aus Reichenbach/O.L., zweitlängste Amtszeit (39 Jahre)
- Ernst Emil Gräfe (1916–1935), aus Elstra. Er war der letzte der 17 Pfarrer der Kirchgemeinde Neusalza.

### Pfarrer der Stadt Neusalza-Spremberg von 1937 bis heute
- Ludwig Karl Wolfgang Arnold (1937–1950), aus Frankfurt am Main. Mit seinem Amtsantritt und der Auspfarrung von Niederfriedersdorf war endlich im Jahr 1937 die kirchliche Zusammenlegung Neusalza-Sprembergs 17 Jahre nach der politischen Vereinigung erfolgt.
- Willibald Ripp (18. September 1912 – 27. November 1984), vertretungsweise (1946–1949), aus Rattendorf/Mähren, heute Radkov in Tschechien. Beigesetzt auf dem Bergfriedhof Lindenberg
- (1949–1951) Vakanz
- Johannes Mäthger (1951–1964), aus Dresden
- Albert Göhler (1964–1974), aus Dresden
- Rolf Büttner (1974–1980), aus Dresden
- (1980–1982) Vakanz
- Christoph Wünsche (1982–1986), aus Zschopau/Erzgebirge
- (1986–1989) Vakanz
- Frank del Chin (1989–2000), aus Sebnitz
- Susanne Berkenhoff (2000–2003), Pfarrerin, Diakonisse aus Berlin, erste kirchliche Amtsträgerin in Neusalza-Spremberg
- (2003–2006) Vakanz
- Andreas Blumenstein (2006–2010), aus Uhyst am Taucher, westlich von Bautzen
- (2010–2012) Vakanz
- Jan Schober (2012–2015), aus Neugersdorf (Sachsen), neue Pfarrstelle in Chemnitz
- Matthias Mory (April bis September 2015), Pfarrer der Schwester-Kirchgemeinden Oppach/Taubenheim, vertretungsweise
- Constance Šimonovská (seit 1. Oktober 2015), Pfarrerin, wohnhaft in Rumburk, Tschechien, (vormals dort Pfarrerin), zwölfter geistlicher Amtsinhaber und zweite weiblichen Geschlechts der Evangelisch-Lutherischen Kirchgemeinde Neusalza-Spremberg/Friedersdorf

## Ehrenbürger
Während der Zeit der Sowjetischen Besatzungszone (1945–1949) und der DDR (1949–1990) wurde diese kommunale Auszeichnung in der Stadt Neusalza-Spremberg nicht vergeben. Für die Zeit der Weimarer Republik (1919–1933) und die NS-Zeit (1933–1945) liegen keine Daten vor, außer der Verleihung der Ehrenbürgerwürde im Juni 1933 an Martin Mutschmann (1879–1947), NSDAP-Gauleiter und Reichsstatthalter von Sachsen.
Folgende Ehrenbürger hat Neusalza-Spremberg:
- Carl Gottlob Richter († 4. Dezember 1870 in Neusalza), Kantor und Lehrer in Neusalza und Spremberg, Amtszeit: 1834 bis 1867, Verleihung der Ehrenbürgerschaft anlässlich seines 25. Amtsjubiläums im Jahre 1859 durch den Bürgermeister der Stadt Neusalza, August Adolph Tuchatsch.
- Geheimrat Hermann Freiherr von Salza und Lichtenau (* 22. Oktober 1829, † 14. April 1915), Nachkomme des Stadtgründers Christoph Friedrich von Salza (um 1605–1673), Mitglied der Lausitzer Ständeversammlung, sächsischer Landtagsabgeordnete, 1862 Amtshauptmann von Bautzen, 1883 bis 1895 Kreishauptmann von Bautzen, Mitglied des Reichstages Norddeutschen Bundes (seit 1867). Verleihung der Ehrenbürgerschaft anlässlich seines 70. Geburtstages 1899 durch den Bürgermeister der Stadt Neusalza, Karl August Scheffler.
- Paul Ernst Grunewald, Pfarrer der Stadt Neusalza. Zweitlängste Amtszeit (39 Jahre): 1876 bis 1915. Verleihung der Ehrenbürgerschaft anlässlich seines 25. Amtsjubiläums 1901 durch den Bürgermeister der Stadt Neusalza Karl August Scheffler
- Karl August Scheffler, Bürgermeister von 1886 bis 1910. Die Verleihung des „Ehrenbürgerrechts in Anerkennung der Verdienste, die er sich um das Wohl der Stadt Neusaltza während seiner 24jährigen Tätigkeit als Bürgermeister erworben hat“ erfolgte durch den Stadtgemeinderat Neusalza, i. V. Hermann Otto, Stadtrat, am 30. Juni 1910. Er war Träger der Auszeichnung Ritter des Kgl. Sächs. Albrechts-Ordens II. Klasse
- Hermann Otto, Stadtrat von Neusalza und Mitglied des Sparkassenausschusses.
- Traugott Leberecht Hünlich (1814–1882), Weber, später Unternehmer, Gründer des ältesten Textilunternehmens der Stadt Neusalza von 1835.
- Julius Hermann Hünlich (1841–1922), Sohn von T. L. Hünlich und Nachfolger. Alleiniger Firmeninhaber seit 1896, Stadtrat von Neusalza.
- Edmund Ulbricht († 1945), Unternehmer, Gründer der gleichnamigen Knopffabrik in Spremberg 1874.
- Karl Voigt (* 16. Dezember 1911, † 11. November 1999), Schuhmachermeister, Volkskünstler, Oberlausitzer Kunstpreisträger 1987, Ehrenmitglied der Kultur- und Heimatfreunde Neusalza-Spremberg e. V., Verleihung der Ehrenbürgerschaft anlässlich seines 85. Geburtstages am 16. Dezember 1996 durch Bürgermeister Günter Paulik.
- Heinrich Moritz Hahn (* 8. Februar 1907 in Kohren, † 5. September 2000 in Ebersbach/Sa.), Stadtinspekteur, Hauptbuchhalter, „Turnvater von Neusalza-Spremberg“, Ehrenmitglied der Kultur- und Heimatfreunde Neusalza-Spremberg e. V., Verleihung der Ehrenbürgerschaft anlässlich seines 90. Geburtstages am 8. Februar 1997 durch Bürgermeister Günter Paulik.
- Renate Hofmann (* 28. Juli 1923, † 24. März 2013), Fachlehrerin und Klassenleiterin der Grund-, Mittel- und Polytechnischen Oberschule „Johann Heinrich Pestalozzi“ Neusalza-Spremberg. Amtszeit: 1945 bis 1983. Mitbegründerin der regional bekannten Karasektruppe, deren Dramaturgin und Schatzmeisterin. Verleihung der Ehrenbürgerschaft anlässlich des Neujahrsempfangs beim Bürgermeister der Stadt Neusalza-Spremberg Günter Paulik am 5. Januar 2001.
- Hartmut Hofmann (* 13. Januar 1927, † 16. April 2014), Fachlehrer und Klassenleiter an gleicher Bildungsstätte, Amtszeit: 1946 bis 1991. Gründer der regional bekannten Karasek-Laienschauspieltruppe und deren langjähriger Leiter. Verleihung der Ehrenbürgerschaft anlässlich des Neujahrsempfangs beim Bürgermeister der Stadt Neusalza-Spremberg Günter Paulik am 5. Januar 2001.
- Günter Paulik (* 2. Mai 1943), Lehrer, Dozent, in jungen Jahren Mitglied des Dresdner Kreuzchores. Vorsitzender des Sächsischen Städte- und Gemeindetages, Bürgermeister der Stadt Neusalza-Spremberg von 1990 bis 2008. Die Verleihung der Ehrenbürgerschaft erfolgte anlässlich seines 70. Geburtstages durch Bürgermeister Matthias Lehmann am 2. Mai 2013.
- Michael Voigt (* 28. Mai 1945), Offsetretuscheur, Leiter des Kinder-Mal und Zeichenzirkels in Neusalza-Spremberg, Mitglied der Fördergruppe Malerei/Grafik, von 1990 bis 2008 selbstständiger Drucker, Mitglied im Oberlausitzer Kunstverein e.V., Mitglied Schützengesellschaft Neusalza-Spremberg 1714/1865 e.V. Die Verleihung der Ehrenbürgerschaft erfolgte anlässlich seines 70. Geburtstages und der Eröffnung der Rathausgalerie 2015 durch Bürgermeister Matthias Lehmann am 4. Juni 2015 im Rathaus von Neusalza-Spremberg.

## Weitere Persönlichkeiten, die mit der Stadt in Verbindung stehen
- Valentinus Eichhorn (1542–1624), Custos (Küster), nachweislich erster Lehrer in Spremberg (1578–1624)
- Siegfried von Metzradt (1. Januar 1600 – 1668), Rittergutsbesitzer von Ober-Spremberg, Kurfürstlich-sächsischer Land-Kammerrat und Amtshauptmann der Herrschaft Hoyerswerda. Sein Epitaph befindet sich an der Apsis (außen) der Dorfkirche Spremberg
- Leonhardus Weise (1645 – 16. Dezember 1694), Schulmeister und Organist der Gemeinde Spremberg (1678–1694), Lehrer des späteren namhaften sächsischen Geometers, Kartographen, Kupferstechers und Verlegers Johann George Schreiber (1676–1750)
- Matthias Knöchel († 1706), erster Lehrer und Organist der jungen Exulantenstadt Neu-Salza (1679–1683), Exulant, Weggefährte und Glaubensbruder von Stephan Pilarick (1615–1693)
- Annelies Schulz: (* 1934 in Oppach). Schriftstellerin, Drehbuchautorin. Trägerin des DDR-Kinderhörspielpreises, 3. Platz (1985). Werke: Die Geschichte vom faulen Wolkenzwerg (1964), Anne (1967), Katzenmilchjahre (1979), Das Kindheitshaus (2005, 2008, 2015), Abschied vom Kindheitshaus (2012), Heimkehr (Erzählungen, 2014).
- Gustav Hermann Schulze (1833–1901), Jurist, Justizrat, Oberlausitzer Heimatforscher. Verfasser des lokalgeschichtlichen Werkes Aus Neusalzas Vorzeit und die zweite Säkularfeier (1873)
- Carl Adalbert Förster (1853–1925), Textilfabrikant, Mitglied des Deutschen Reichstags (1898–1903) und des Sächsischen Landtags (1905–1908), Mitinhaber der Textilfirma C.C. Förster, mechanische Buntweberei, Baumwollspinnerei, Türkischrot- und Blaufärberei, Appretur und Bleiche, Spremberg bei Neusalza (1874–1925), heute Stadt Neusalza-Spremberg
- Marion Estelle Edison-Oeser (1873–1965), Tochter des US-amerikanischen Erfinders und Industriellen Thomas Alva Edison, zeitweise Bürgerin der Stadt Neusalza, Erwachsenentaufe in hiesiger Kirche am 9. September 1894, verheiratet mit dem Leutnant, zuletzt Oberst, Oscar Oeser, Sohn des renommierten Neusalzaer Druckerei- und Verlagsbesitzers Herrmann Oeser († 26. August 1911)
- Walter Heinich (* 1876 in Gersdorf bei Roßwein, † 1940 in Rähnitz-Hellerau), Oberpostassistent, Ortschronist, Oberlausitzer Heimatforscher, Publizist, Stadtverordneter von Neusalza-Spremberg, Mitglied der Oberlausitzischen Gesellschaft der Wissenschaften zu Görlitz (1927–1935), Verfasser des lokalgeschichtlichen Standardwerkes Spremberg. Versuch einer Ortsgeschichte des Kirchdorfes Spremberg in der sächsischen Oberlausitz (1918).
- Alfred Förster (* 7. Juli 1893 Ebersbach/Sa., verst. 1978 in Celle), Volksschullehrer, Ortschronist, Vorsitzender der Heimatfreunde, Mundartpfleger. Am 13. September 1997 erfolgte ihm zu Ehren auf dem Hänscheberg die Einweihung der Alfred-Förster-Bank
- Gunther Leupolt (* 1922; † 2017 in Bautzen), Lehrer, langjähriger Direktor der Polytechnischen Oberschule (POS) „Johann Heinrich Pestalozzi“ Neusalza-Spremberg (1950–1970), Studienrat, Ortschronist und Publizist
- Egon Siegfried Seifert (* 1. Juli 1925 in Dresden, verst. 11. April 2018 in Görlitz, Beerdigung am 20. April in Lawalde), Katechet-Diakon,  langjähriger Kantor der evangelisch-lutherischen Kirchengemeinde Neusalza-Spremberg (1952–1993), Archivpfleger des Kirchenbezirkes Löbau in Sachsen, Mitglied der IG „Ortsgeschichte“ Neusalza-Spremberg. Bearbeiter und Herausgeber der Hohlfeld-Chronik der Stadt Neu-Salza von 1768, mit Ergänzungen bis 1777. Neusalza-Spremberg: Michael Voigt 2000. Der Kantor i. R. und Posaunist ist nicht zu verwechseln mit dem Theologen und Kirchenhistoriker Siegfried Seifert (1936–2013)
- Erdmann Scheibner (1891–1959), Apotheker, 1934 Inhaber (nach 1945 Pächter, 1955 staatl. Leiter) der Marien-Apotheke Neusalza-Spremberg; 1940 Ernennung zum ehrenamtlichen Beigeordneten, Stellvertreter des Bürgermeisters 1940–1945. Kreisapotheker beim Rat des Kreises Löbau 1954–1959.

### Söhne und Töchter der Stadt und ihres Ortsteils Friedersdorf
- Johann George Schreiber (10. Dezember 1676 – 31. Juli 1750), Zeichner, Holzschneider, Kupferstecher und Kupferdrucker, Feldvermesser, Geograph, Buchdrucker und Verleger
- Karl Gottlieb Golbs (1829–1910), Lithograph, Fotograf
- Robert Calinich (1834–1883), * in Niederfriedersdorf, ev.-luth. Geistlicher, Hauptpastor an Sankt Jacobi in Hamburg
- Hans Leo von Oppell (1846–1915), * in Friedersdorf, Königlich-sächsischer Kammerherr und Rittmeister, Rittergutsbesitzer von Niederfriedersdorf
- Richard von Schlieben (1848–1908), * in Niederfriedersdorf, Amtshauptmann von Zittau, Kreishauptmann von Bautzen, Kultusminister des Königreich Sachsen
- Karl Thieme senior (1862–1932), ev. Theologe, Dr. phil., a.o. Professor für Systematische Theologie an der Universität Leipzig
- Hermann Werdermann (1888–1954), * in Friedersdorf, ev. Theologe, Pfarrer, a.o. Professor für Religionswissenschaft
- Friedrich Sieber (1893–1973), * in Friedersdorf, Pädagoge und Volkskundler
- Paul Reichelt (1898–1981), General der Wehrmacht und der Bundeswehr
- Richard Fiedler (1902–1992), Sportwart, langjähriger Vorsitzender der Kultur- und Heimatfreunde Neusalza-Spremberg (1949–1970). Er erwarb sich besondere Verdienste um den Spreepark (Neusalza-Spremberg) hinsichtlich Schutz und Erschließung durch Wanderwege und Baumlehrpfad
- Johannes Kunze (* 7. April 1909), Lehrer und Nationalsozialist
- Heinrich Heitsch (1916–1986), Professor, Diplom-Militärwissenschaftler, Generalleutnant, Absolvent der Generalstabsakademie der sowjetischen Streitkräfte in der UdSSR (1955–1957), Kommandeur der Militärakademie „Friedrich Engels“ Dresden (1963–1964)
- Lucia Saring (* 20. April 1922; † 11. Juli 2014 in Ebersbach/Sa.), Mundartdichterin
- Max Helmut Uhlemann (8. Juli 1923 – 20. Februar 1986 in Rostock), Schiffbau-Ing., Seemann, später Kapitän auf Großer Fahrt bei der Deutschen Seereederei, so auf MS Friedrich Engels (1972), MS Altenburg (1981), Fahrtgebiet Asien/Amerika, u. a. Kuba-Mexiko, kurzzeitig Chefinspektor DSR, Leiter der Politabteilung DSR (1970–72), Auszeichnung: Verdienter Seemann (1979)
- Roland Ander (* 14. April 1935), Architekt in Dresden
- Konrad Richter (1935–2024), Pianist (Internationale Konzerttätigkeit in europäischen Musikzentren, in Israel und Japan) und Professor der Musikhochschulen Hamburg und Stuttgart
- Lutz Mohr (* 1944), Seemann, Historiker und Publizist, u. a. Sachbuchautor
- Heinz Lehmann (* 1951), deutscher CDU-Politiker, Mitglied des Sächsischen Landtags, Stadtrat von Neusalza-Spremberg (seit 1990)
- René Münnich (* 1977 in Löbau), Automobilrennfahrer, Rennstallbesitzer und Unternehmer.